# Sestava rysů
Sestava rysů je ve frázových gramatikách, jako například Generalised phrase structure grammar (GPSG), Head-driven phrase structure grammar (HPSG) a Lexical functional grammar (LFG), sada dvojic atribut–hodnota. Například atribut pojmenovaný číslo může mít hodnotu jednotné. Každý atributu může mít hodnotu buď atomickou, například symbol jednotné, nebo složenou (nejčastěji sestavu rysů, ale může to být i seznam nebo množina).
Sestava rysů může být reprezentována jako acyklický orientovaný graf, jehož uzly odpovídají hodnotám proměnných a hrany jménům proměnných. Ve frázových gramatikách se široce používají operace definované na sestavách rysů, například sémantická unifikace. Ve většině teorií (například HPSG) nejsou operace definovány přímo na sestavách rysů (jak se obvykle říká při neformálním výkladu), ale pomocí rovnic popisujících sestavy rysů.
Sestavy rysů se obvykle zapisují takto:
{\displaystyle {\begin{bmatrix}{\mbox{category}}&noun\ phrase\\{\mbox{agreement}}&{\begin{bmatrix}{\mbox{number}}&singular\\{\mbox{person}}&third\end{bmatrix}}\end{bmatrix}}}
případně česky
{\displaystyle {\begin{bmatrix}{\mbox{kategorie}}&jmenna\ fraze\\{\mbox{shoda}}&{\begin{bmatrix}{\mbox{cislo}}&jednotne\\{\mbox{osoba}}&3\end{bmatrix}}\end{bmatrix}}}
Tato sestava obsahuje dvě vlastnosti kategorie a shoda. Kategorie má hodnotu jmenna fraze, a shoda má hodnotu tvořenou další sestavou rysů s vlastnostmi cislo a osoba, které mají po řadě hodnoty jednotne a 3.
Tato notace se nazývá matice hodnot atributů (AVM).
Matice má dva sloupce, v jednom jsou jména vlastností, ve druhém jejich hodnoty. V tomto smyslu je sestava rysů seznam dvojic klíč-hodnota. Hodnoty mohou být atomické nebo tvořené další sestavou rysů. To vede k tomu, že se pro reprezentaci sestav rysů používají stromy. Některé systémy (například PATR-II) používají pro reprezentaci sestav rysů S-výrazy.